# 월터 피전
월터 피전(Walter Pidgeon, 1897년 9월 23일 ~ 1984년 9월 25일)은 캐나다의 배우이다.

## 출연 작품
- 2분 경고 (1976)
- 엔터테인먼트 (1974)
- 넵툰 어드벤쳐 (1973)
- 무법의 소매치기 (1973)
- 보잉 707 비상 착륙 (1972)
- 래스컬 (1969)
- 화니 걸 (1968)
- 경고 사격 (1967)
- FBI(영어판) (1965)
- 신데렐라 (1965)
- 애드바이즈 앤 컨센트 (1962)
- 워싱턴 정가 (1962)
- 빅 레드 (1962)
- 해저 여행 (1961)
- 더 랙 (1956)
- 금지된 세계 (1956)
- 유리 구두 (1955)
- 히트 더 덱 (1955)
- 멘 오브 더 파이팅 레이디 (1954)
- 딥 인 마이 하트 (1954)
- 이그젝티브 쉬트 (1954)
- 내가 마지막 본 파리 (1954)
- 드림 와이프 (1953)
- 백만달러 인어 (1952)
- 배드 앤 뷰티 (1952)
- 쿼바디스 (1951)
- 더 미니버 스토리 (1950)
- 붉은 다뉴브 (1949)
- 줄리아 미스비헤이브 (1948)
- 홀리데이 인 멕시코 (1946)
- 파킹튼 부인 (1944)
- 퀴리 부인 (1943)
- 미니버 부인 (1942)
- 디자인 포 스캔들 (1941)
- 인간 사냥 (1941)
- 나의 계곡은 푸르렀다 (1941)
- 애정은 강물처럼 (1941)
- 이츠 어 데이트 (1940)
- 팬텀 라이더스 (1940)
- 닉 카터, 마스터 디텍티브 (1939)
- 투 핫 투 핸들 (1938)
- 리슨, 다링 (1938)
- 더 걸 오브 더 골든 웨스트 (1938)
- 진부한 천사 (1938)
- 사라토가 (1937)
- 핫 에어리스 (1931)
- 비에니즈 나이츠 (1930)
- 키스 미 어게인 (1930)
- 스윗 키티 벨라스 (1930)
- 쇼 걸 인 헐리우드 (1930)
- 브라이드 오브 더 리저먼트 (1930)